# Перспектива просторног развоја Европске уније
Перспектива просторног развоја Европске уније (на енглеском: ESDP - European Spatial Development Perspective, на француском: SDEC – Schéma de développement de l’espace communautaire, на немачком: EUREK - Europäisches Raumentwicklungskonzept) је документ Европске комисије одобрен на неформалном састанку министара задужених за просторно планирање у Потсдаму у мају 1999. године. Овај документ је плод десетогодишњег рада и састанака који су се одржавали од 1989. године у следећим градовима: Нант, Торино, Хаг, Лисабон, Лијеж, Керкира, Лајпциг, Стразбур, Мадрид, Венеција, Нарвик и Глазгов.
Документ се састоји из аналитичког дела А под називом „За уравнотежен и одржив развој територије Европске уније: допринос политике просторног развоја, нове дименизије европске политике“ и синтезног дела Б – „Територија Европске уније: трендови, перспективе и изазови“. Кључне теме ППРЕУ-а су полицентричан развој, инфраструктура и природна и културна баштина.
У мају 2007. године у Лајпцигу усвојен је документ Територијална агенда који ажурира поставке ППРЕУ-а.